# 岩岡徳兵衛

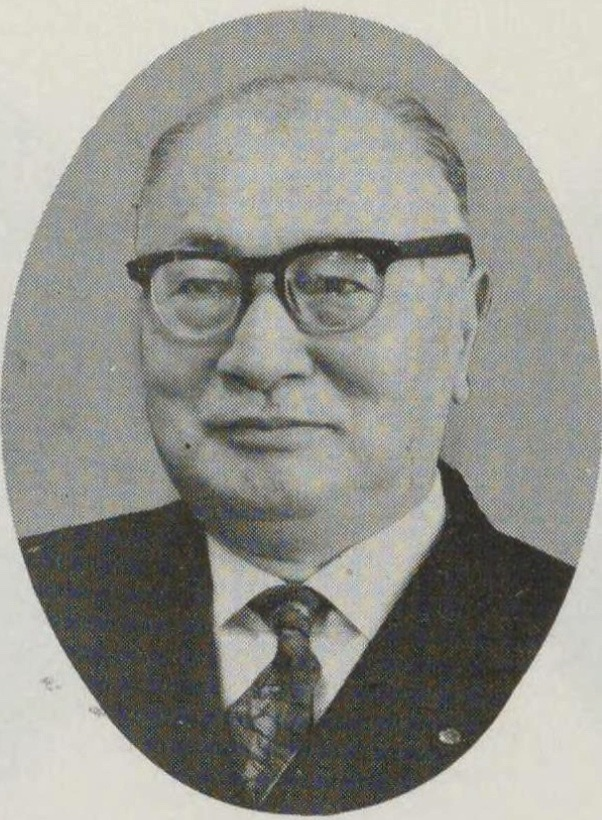
岩岡徳兵衛

岩岡 徳兵衛（いわおか とくべえ、1900年（明治33年）12月3日 - 1965年（昭和40年）12月10日）は、日本の政治家。青森県八戸市の9代目～11代目市長。八戸市の新産業都市への指定、八戸工業高等専門学校の誘致に尽力した。

## 来歴・人物
八戸町六日町の醤油製造業の家に生まれる。党派は立憲政友会に属し、奥南派の自らが主導して政治団体「八戸青年政友連盟」を結成した。1933年に八戸市議会議員に初当選し、1947年には八戸市議会議長を務める。1953年に八戸市長に当選。その後市長を３期務め、1965年に心不全のため死去する。
八戸市の三八城公園には岩岡の銅像が建てられている。

## 政策
市長時代はハイパーインフレーションに合わせた財政再建が課題となり、市政改革に取り組んだ。八戸市の新産業都市への指定や八戸工業高等専門学校の誘致にも尽力し、八戸市の工業発展へのきっかけを作った。また、八戸市学生寮の開寮にも携わった。

## エピソード
岩岡は金銭に関しては非常に厳しい人間であった。当時国へ陳情する時に同行した秋山皐二郎（後の八戸市長）の回想によれば、陳情に向かう列車の座席は八戸市が極度の財政難であったこともあり、常に三等車であった。出張での昼食も決まってラーメンだったという。

## 関連

### 関連人物
- 秋山皐二郎 - 八戸市議会議員時代に国への陳情時にも同行していた。